# Potametum natantis

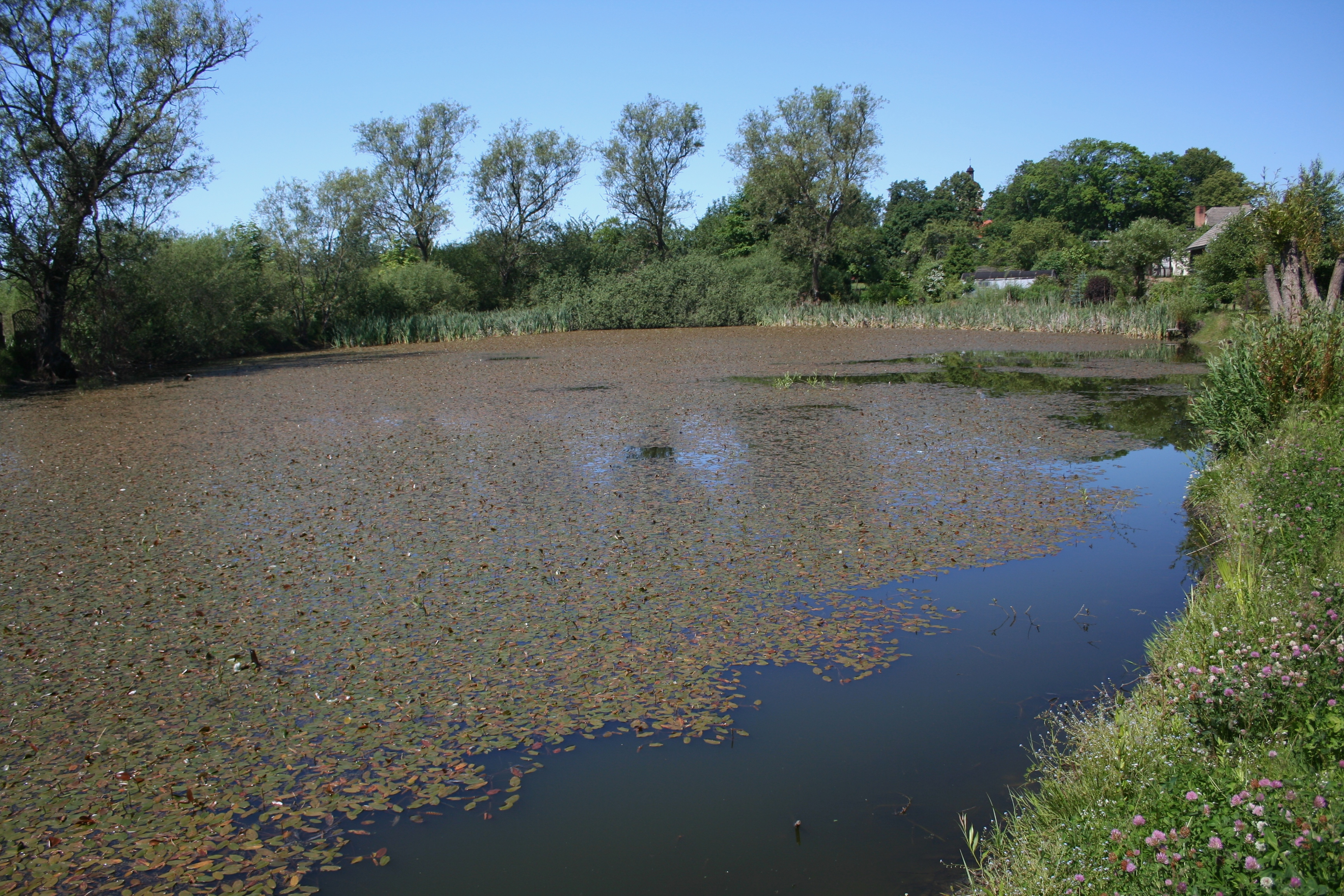
Potametum natantis w Odrach

Zespół rdestnicy pływającej (Potametum natantis, Potamogetonetum natantis) – syntakson słodkowodnych nymfeidów w randze zespołu budowany głównie przez rdestnicę pływającą. Należy do klasy zespołów Potametea.

## Charakterystyka
Stosunkowo ubogie florystycznie zbiorowisko z różnym udziałem elodeidów. Zajmuje wody o różnej głębokości (najczęściej do 2 m), stojące lub wolno płynące – od starorzeczy i dołów potorfowych po strefę litoralną jezior. Wymaga wód stosunkowo żyznych (jeziora eutroficzne) o odczynie obojętnym lub lekko zasadowym. Zwykle na podłożu organicznym, w tym na osadach dy. Rzadziej występuje w wodach mniej żyznych i na podłożu mineralnym – wtedy zwykle na głębokości 3–3,5 m. Zwykle między zbiorowiskami roślin zanurzonych a szuwarami lub Nupharo-Nymphaeetum albae,.
Występowanie
W Polsce na terenie całego kraju. Stosunkowo rzadkie.
Charakterystyczna kombinacja gatunków
ChAss.: rdestnica pływająca Potamogeton natans.
ChAll.: żabiściek pływający Hydrocharis morsus-ranae, grążel żółty Nuphar luteum, grzybienie białe Nymphaea alba, osoka aloesowata Stratiotes aloides.
ChCl., ChO.: jaskier (włosienicznik) krążkolistny Ranunculus circinatus, rogatek sztywny Ceratophyllum demersum, rogatek krótkoszyjkowy C. submersum, moczarka kanadyjska Elodea canadensis, wywłócznik kłosowy Myriophyllum spicatum, wywłócznik okółkowy M. verticillatum, rdestnica ściśniona Potamogeton compressus, rdestnica kędzierzawa Potamogeton crispus, rdestnica połyskująca P. lucens, pływacz zwyczajny Utricularia vulgaris.
Typowe gatunki
Charakterystyczna kombinacja gatunków zbiorowiska ma znaczenie dla diagnostyki syntaksonomicznej, jednak nie wszystkie składające się na nią gatunki występują często. Dominantem jest rdestnica pływająca. Inne częściej występujące gatunki to: grążel żółty, rogatek sztywny, moczarka kanadyjska, spirodela wielokorzeniowa, rzęsa drobna, rzęsa trójrowkowa.